# Boophis rhodoscelis
Espèce
Synonymes
- Rhacophorus rhodoscelis Boulenger, 1882

Statut de conservation UICN

 EN B1ab(iii) : En danger
Boophis rhodoscelis est une espèce d'amphibiens de la famille des Mantellidae.

## Répartition et habitat
Cette espèce est endémique de Madagascar. Elle se rencontre entre 900 et 1 500 m d'altitude dans, l'Est, le centre et le Nord-Ouest de l'île. Elle vit dans les zones marécageuses de la forêt tropicale humide ainsi que dans les prairies en bordures de forêts.

## Description
Boophis rhodoscelis mesure en moyenne 35 à 36 mm. Son dos est jaunâtre ou brun clair avec des marques sombres. Sa lèvre supérieure est bordée de blanc. Ses membres présentent des bandes brun foncé. Son ventre est blanchâtre avec, parfois, des taches brunes au niveau de la gorge.

## Publication originale
- Boulenger, 1882 : Catalogue of the Batrachia Salientia s. Ecaudata in the collection of the British Museum, ed. 2, p. 1-503 (texte intégral).